# Мейдан (іподром)

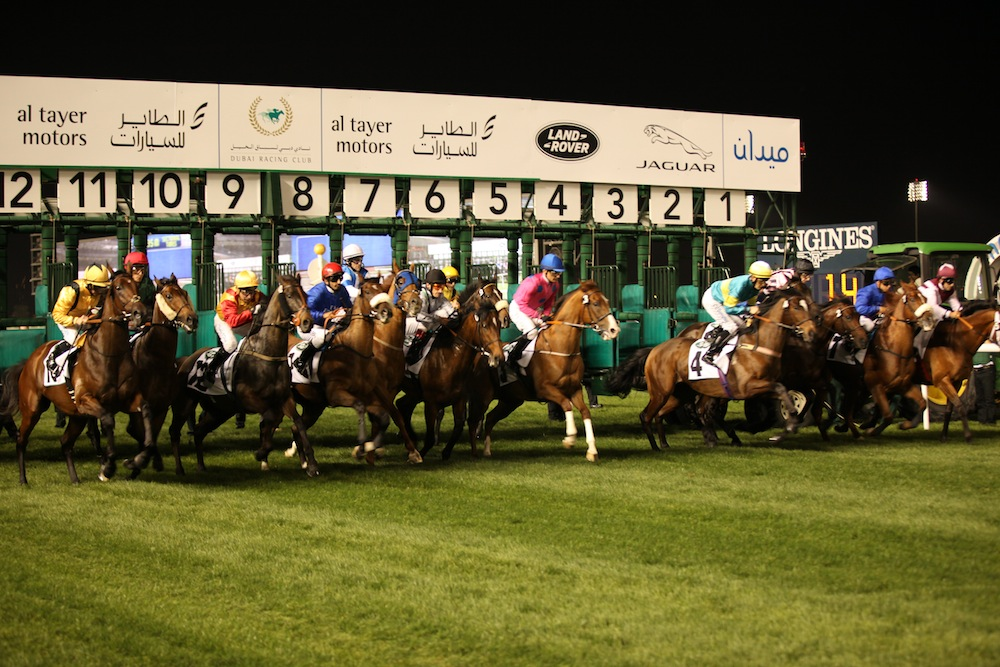
Скачки на Мейдані

Мейдан — іподром у місті Дубай в Об'єднаних Арабських Еміратах, що розташований на території комплексу Мейдан-Сіті.
Назва «Мейдан» арабською мовою означає відкритий майданчик, площу, парк. Офіційне відкриття відбулося 27 березня 2010 року, проте скачки проходили й раніше.

## Опис
Мейдан є комплексом безпосередньо з самого іподрому з трибунами, а також п'ятизіркового готелю Meydan Hotel, кінотеатру IMAX на 585 глядачів, пристані для яхт, музею історії скачок, ресторанів і парковки на 8622 автомобіля. Будівлю готелю спроектовано таким чином, що 95% всіх вікон виходить на скакові доріжки. Дах трибун виконано в формі півмісяця і включає титанові вставки. Протяжність внутрішньої всепогодної доріжки зі штучним покриттям складає 1750 м, зовнішньої з трав'яним покриттям - 2400 м. Є тренувальний трек. Скачки проводяться з листопада по березень в наступній послідовності: Зимові скачки, Міжнародний Дубайський скаковий карнавал і Дубайський світовий кубок. В інший час територія іподрому використовуються для проведення приватних або громадських заходів та виставок.
Площа всього комплексу 620 га. Вартість будівництва 2,72 мільярда доларів. Мейдан побудований для заміни старого іподрому Над Аш-Шеба, закритого у 2009 році.

## Рекорди
Як і ряд інших сучасних проектів Дубая, Мейдан має свої рекорди. Іподром є найбільшим в світі як по місткості (60 тисяч осіб), так і по протяжності скакової доріжки з трав'яним покриттям (2,4 км). На іподромі проходять скачки з найбільш дорогим призовим фондом розміром 26,25 мільйона доларів - Дубайський світовий кубок. Приз за перше місце в 2013 році склав 10 мільйонів доларів. Мейдан є однією з найдовших будівель світу, довжина трибун дорівнює 1,7 км. Також на території іподрому встановлений один з найбільших в світі LED екранів розміром 110 на 10 метрів.

## Dubai World Cup
Dubai World Cup проводиться в останню суботу березня.